# Charles Alexander de Cosson
Charles Alexander barone di Cosson (Durham, 28 agosto 1846 – Firenze, 8 febbraio 1929) è stato un antiquario e un collezionista d'armi britannico.
Discendente da una famiglia aristocratica francese, il barone Charles Alexander de Cosson è stato un collezionista e studioso di armi e armature, un campo in cui ebbe un'autorità riconosciuta a cavallo tra XIX e XX secolo. In epoca di revival gotico e di riscoperta del Medioevo e del Rinascimento in chiave romantica, introdusse in un settore particolare come quello del collezionismo di armature, elmetti, maglie ferrate, scudi e armi, un fondamento di autorità scientifica, affiancando al gusto eccentrico del collezionista il contributo dell'investigazione storica.

## Biografia
Nato a Durham nel 1846 da una famiglia di aristocratici francesi trapiantati in Inghilterra al tempo della Rivoluzione, la passione per le armi antiche gli fu trasmessa dal padre e stimolata da viaggi compiuti in Europa e in Africa. Nel 1855 de Cosson visitò Venezia con la sua famiglia fermandosi lungo il percorso in Francia e Italia. Nel 1876 si sposò con Cecilia Nefeeseh Bonomi. Nel 1901 il barone elesse la propria residenza, spostandola da Chertsey nel Surrey, in via Ghibellina a Firenze, città in cui si era recato per un breve soggiorno e dove invece ha finito per abitare - non interrompendo però l'abitudine di viaggiare - per quasi trent'anni. A Firenze, Charles de Cosson e la sua famiglia trovavano una comunità, quella degli "anglofiorentini", che rappresentava un habitat naturale per le loro relazioni di società e anche per gli studi del barone.
Una delle sue prime pubblicazioni in materia, il catalogo di una mostra che fu allestita dal 3 al 16 giugno 1880 nelle sale londinesi del Royal Archaeological Institute (ma parte degli oggetti esposti apparteneva allo stesso barone), ha fatto scuola in questa branca di studi, in bilico tra ricerca erudita e mercato antiquario. Il catalogo intitolato Ancient Helmets and Examples of Mail, dove comparivano note critiche di de Cosson e di William Burges, a cui si aggiungevano tavole disegnate da W.G.B. Lewis, fu pubblicato nel 1881 ma ha mantenuto un valore dopo oltre un secolo, come testimone dello sviluppo della storia delle armi e delle armature antiche, guadagnando una ristampa nel 1985, quando è stato ripubblicato nella serie Arms and Armour Monographs presso le edizioni Ken Trotman di Cambridge.
Un altro contributo di de Cosson, ben conosciuto agli esperti del settore, è quello che introduce il corposo manuale di sir Guy Laking (conservatore della King's Armoury), Record of European Armour and Arms Through Seven Centuries (London, Bell, 1920-1922, 5 voll.). Altra sua pubblicazione rilevante è quella del catalogo con lo studio descrittivo della collezione di Maurice de Talleyrand-Périgord (Le cabinet d'armes de Maurice de Talleyrand-Périgord, duc de Dino, Paris, Rouveyre, 1901), e corrispondenza tra il barone e il "Duca di Dino" si conserva negli archivi del Royal Armouries, alla Torre di Londra.
Vari sono anche i cataloghi di esposizioni, di aste e di collezioni firmate dal barone, che si può dire istituì questa particolare disciplina: fondò infatti il Kernoozers Club (una società di collezionisti e di storici di armi e di armature) nel 1881, fu membro della Society of Antiquaries of London, scrisse sull'«Archaeological Journal». La sua collezione, i cui pezzi erano venduti e scambiati dallo stesso barone, è stata smembrata in varie collezioni e musei, tra cui la galleria di Arm and Armor del Metropolitan Museum of Art di New York.
Tra Firenze e l'Egitto hanno vissuto per la maggior parte della loro vita i tre figli del barone, Claude Augustine de Cosson (1877-1951), Phyllis (1878-1975) e Francis Anthony Charles de Cosson (1883-1940). Nel capoluogo toscano sono rimaste tracce del passaggio di una figura così conosciuta - anche se la sua fama è circoscritta al mondo di un particolare tipo di collezionismo - grazie a Phyllis (morta quasi centenaria a Firenze) e a Judith (figlia di Phyllis e del maggiore Wilfred Edgar Jennings-Bramly) che insieme alla sorella Vivien aveva passato l'infanzia e l'adolescenza nella casa dei nonni materni in via Ghibellina, per poi raggiungere i genitori in Egitto. Dopo la fine della seconda guerra mondiale, Judith e il marito William Scovil dall'Egitto si stabilirono a Firenze, perpetuando la tradizione di questa colonia anglosassone che rimane in vita tramite gli ultimi epigoni o alle testimonianze lasciate da queste famiglie, come i de Cosson e gli Scovil.